# Vilemínité
Vilemínité je označení nekonformního středověkého křesťanského hnutí, které působilo v Miláně od 80. let 12. století do roku 1300, kdy bylo vykořeněno inkvizičním vyšetřováním. Vilemínité se odvolávali na Vilemínu z Milána, ženu zesnulou kolem roku 1280, kterou považovali za vtělení Ducha svatého. Dalšími významnými osobnostmi hnutí byli Manfréda z Pirovana a Ondřej Saramita.

## Vilemínité a učení Jáchyma z Fiore
Víra vilemínitů vycházela z učení italského mnicha a teologa Jáchyma z Fiore. Část učení hlásá období Ducha svatého, které mělo podle soudobých interpretací Jáchymova Výkladu Zjevení nastat v roce 1260, tato doba je popisována jako období nových náboženských řádů nezkažených mocí ani bohatstvím, jež povedou lidstvo do období míru, lásky, svobody a osvícení.  Vilemínité věřili, že se toto proroctví naplní ve Vilemíně, kterou považovali za vtělení Ducha svatého, a v Manfrédě, její zástupkyni na zemi. Dle vilemínitů bylo mužské papežství u konce a hlavou církve se měla stát žena, což by vedlo ke vzniku feminizované církve, která by měla být schopná vyřešit náboženské problémy světa.

### Učení vilemínitů
Giovanni Pietro Puricelli ve své historicky první práci na téma vilemínitů systematizoval jejich učení do čtrnácti věroučných článků vyňatých ze záznamu jejich inkvizičního procesu: 
1. Vilemína je vtělení Ducha svatého v ženském těle;
2. tak jako archanděl Gabriel zvěstoval blahoslavené Panně Marii vtělení Krista, tak také archanděl Rafael zvěstoval české královně Konstancii vtělení Vilemíny;
3. Vilemína byla pravým bohem a pravým člověkem v ženském těle tak, jako byl Kristus v mužském;
4. protože je Vilemína Duchem svatým, je mocnější než Marie, Matka boží, a další svatí;
5. Vilemína zemřela jako Kristus pouze tělesně, nezemřela její božská podstata;
6. Vilemína měla jako Kristus pět ran na těle;
7. Vilemína měla jako Kristus vstát z mrtvých, vystoupit na nebesa a seslat Ducha na své žáky o letnicích, kteří by se potom stali jejími apoštoly;
8. stejně jako Kristus nechal na zemi svého zástupce svatého Petra a předal mu Církev a klíče od království nebeského, tak také Vilemína nechala na zemi svoji zástupkyni sestru Manfrédu da Pirovano z řádu humiliátů;
9. jako apoštol Petr slavil mši a kázal v Jeruzalémě, tak má také Vilemínina zástupkyně Manfréda slavit mši a kázat nejprve v Miláně a poté v Římě, a tam má také usednout na Svatý stolec;
10. Manfréda se má stát „papežkou“ a papežská instituce stejně jako kardinálská kurie má být pod její autoritou a díky ní mají být pokřtěni židé, muslimové a všichni lidé stojící mimo římskou církev;
11. až bude Manfréda mírně vládnout na Stolci v Římě, Vilemína si vyvolí mudrce, kteří napíší nová evangelia a nahradí evangelia původní;
12. Vilemína již vstala z mrtvých a jako se Kristus zjevil Máří Magdaléně, tak také Vilemína se čas od času zjevuje svým žákům;
13. těm, kteří putují k hrobu Vilemíny v Chiaravalle, se dostane stejného odpuštění hříchů jako těm, kteří putují ke Kristově hrobu v Jeruzalémě;
14. tak jako Kristovi apoštolové trpěli z lásky k němu, tak také Vilemínini přívrženci budou trpět, a jako Jidáš zradil Krista a vydal jej Židům, tak také někdo z vilemínitů zradí a vydá své druhy do rukou inkvizice.[4]

## Vývoj a aktivita hnutí
Inkviziční záznam nám poskytuje informace ohledně struktury samotného hnutí. Vilemínité byli zastoupeni staršími členy, jako následovníci Vilemíny reprezentováni Ondřejem Saramitou a mladšími členy, kteří se přikláněli k osobě Manfrédy. Deset let po smrti Vilemíny dochází k revitalizaci hnutí a to hlavně kolem postavy Manfrédy. Manfréda začala nabývat na vážnosti a v podstatě nahradila samotnou Vilemínu, později byla vilemínity jmenována na „papežku“. V čele kultu se Manfréda v rozporu s běžnými normami ujala kněžských funkcí, které mimo jiné zahrnovaly aktivní účast v různých rituálních činnostech. Avšak funkce Manfrédy v tomto hnutí nebyla chápány vždy všemi členy stejně. Je tudíž nutné rozlišit hnutí do dvou složek. První bude složka vnitřní, soukromá, která se odehrávala na soukromých hostinách a v domech věřících, zastoupena Manfrédou. A složka druhá veřejná, kterou lze popsat jako blahoželení a uctívání Vilemíny, reprezentovanou Ondřejem Saramitou.

### Rituály
- žehnání a podávání hostií donešených z Chiaravalle,
- slavnosti v Chiaravalle a kázání,
- chození se svícemi na Vilemínin hrob,
- slavnosti v Biassono a kázání,
- manipulace se směsí vody a vína, se kterou byla omyta Vilemína po své smrti,
- hostiny v domech a kázání,
- líbání nohou a rukou Manfrédě,
- mše.[8]

## Inkviziční proces a zánik vilemínitů
Na Velikonoce roku 1300 se vilemínité sešli a oslavili jej jako rok jubilea, ale Manfréda musela provést obřad znovu a to v bazilice Panny Marie Sněžné přesně o letnicích. Věřili, že Vilemína vstane z mrtvých a udělí svým lidem požehnání. Vilemína se ovšem neobjevila, místo ni dorazila skupinka pověřená inkvizicí. Vilemínité si byli vědomi toho, že jejich víra a praktiky budou římskou církví chápány jako hereze. Z tohoto důvodu začali podnikat preventivní opatření. Hlavní osobnosti kultu nabádaly ostatní členy k mlčenlivosti a učily je jak a co u inkvizičního výslechu vypovídat. U prvních výslechů byla většina vileminitů úspěšných, avšak během dalších sezení své kacířské činy a víru potvrdili i Manfréda z Pirovana a Ondřej Saramita. Kromě uvedeného data dále víme, že hlavními inkvizitory procesu byli dominikáni Guido Cochenato a Rainerio da Pirovano.  Zajímavou skutečnosti je neúplný registr inkvizičního procesu a tak není zcela jasné, jestli doznání bylo poskytnuto dobrovolně, nebo pod nátlakem mučení. Ovšem pokud budeme brát v potaz papežskou bulu Ad extirpanda z roku 1252, která oficiálně nařizovala exekuci upálením a dovolovala použití tortury při výslechu, můžeme se toho, jakým způsobem bylo doznání poskytnuto, lehce dovtípit. Nicméně Manfréda byla spolu s dalšími v inkvizičním procesu odsouzena a prohlášena za kacíře. Upálena byla spolu s Ondřejem Saramitou a dalšími v září roku 1300, kdy byl také vydán příkaz ke spálení Vilemíniných ostatků. Tyto skutečnosti pravděpodobně vedly k zániku vilemínitů.